# Neophoma graminella
Neophoma graminella är en svampart som först beskrevs av Pier Andrea Saccardo, och fick sitt nu gällande namn av Petr. & Syd. 1927. Neophoma graminella ingår i släktet Neophoma, divisionen sporsäcksvampar och riket svampar.   Inga underarter finns listade i Catalogue of Life.